# Straight Talk Wireless 400
Das Straight Talk Wireless 400 ist ein NASCAR-Rennen der NASCAR Cup Series, welches auf dem Homestead-Miami Speedway in Homestead, Florida stattfindet. Das Rennen ist relativ neu im NASCAR-Rennkalender und wird erst seit 1999 gefahren. Bislang war es immer das Saisonfinale, was hauptsächlich so war, weil es in einer warmen Region der USA liegt, in der auch im November die Temperaturen noch hoch genug sind um Rennen zu fahren.
Im Jahre 1999 startete es unter dem Namen Pennzoil 400 Presented by Kmart, 2000 hieß es dann Pennzoil 400 Presented by Discount Auto Parts und 2001 trug es den Namen Pennzoil Freedom 400. Seit 2002 ist Ford Hauptsponsor dieses Rennens sowie der Saisonfinalrennen in den anderen beiden Top-Division der NASCAR. Gesponsert werden:
- Das Ford 400 in der Monster Energy NASCAR Cup Series
- Das Ford 300 in der Xfinity Series
- Das Ford 200 in der Craftsman Truck Series

Alle Rennen finden auf dem Homestead-Miami Speedway statt und gehören zum Ford Championship Weekend.
Seit der Saison 2004 war es die letzte Station im damals neuen Chase for the Sprint Cup. Seit der Einführung des Chase hat Greg Biffle alle Rennen gewonnen. 2004 gewann Kurt Busch in Homestead mit einem Vorsprung von acht Punkten die Meisterschaft vor Jimmie Johnson. Dies war das knappste Endergebnis der NASCAR-Geschichte.
Von 1999 bis 2006 übertrug NBC die Rennen. 2007 übernahm ABC die Übertragung.

## Bisherige Sieger
| Jahr                                          | Datum        | Fahrer              | Automarke | Preisgeld (US-Dollar) | Distanz (Meilen) | Durchschnittsgeschwindigkeit (mph) |
| --------------------------------------------- | ------------ | ------------------- | --------- | --------------------- | ---------------- | ---------------------------------- |
| Pennzoil 400 Presented by Kmart               |              |                     |           |                       |                  |                                    |
| 1999                                          | 14. November | Tony Stewart        | Pontiac   | $278.265              | 401              | 140,335                            |
| Pennzoil 400 Presented by Discount Auto Parts |              |                     |           |                       |                  |                                    |
| 2000                                          | 12. November | Tony Stewart        | Pontiac   | $291.325              | 401              | 127,480                            |
| Pennzoil Freedom 400                          |              |                     |           |                       |                  |                                    |
| 2001                                          | 11. November | Bill Elliott        | Dodge     | $319.273              | 401              | 117,449                            |
| Ford 400                                      |              |                     |           |                       |                  |                                    |
| 2002                                          | 16. November | Kurt Busch          | Ford      | $297.100              | 401              | 116,462                            |
| 2003                                          | 16. November | Bobby Labonte       | Chevrolet | $331.058              | 401              | 116,868                            |
| 2004                                          | 21. November | Greg Biffle         | Ford      | $314.850              | 407              | 105,623                            |
| 2005                                          | 20. November | Greg Biffle         | Ford      | $308.675              | 401              | 131,932                            |
| 2006                                          | 19. November | Greg Biffle         | Ford      | $323.800              | 407              | 125,375                            |
| 2007                                          | 18. November | Matt Kenseth        | Ford      | $359.941              | 401              | 131,888                            |
| 2008                                          | 18. November | Carl Edwards        | Ford      | $371.025              | 401              | 129,472                            |
| 2009                                          | 22. November | Denny Hamlin        | Toyota    | $347.975              | 401              | 126,986                            |
| 2010                                          | 21. November | Carl Edwards        | Ford      |                       | 401              | 126,585                            |
| 2011                                          | 20. November | Tony Stewart        | Chevrolet |                       | 401              | 114,976                            |
| 2012                                          | 18. November | Jeff Gordon         | Chevrolet |                       |                  | 105,623                            |
| 2013                                          | 17. November | Denny Hamlin        | Toyota    |                       | 401              | 131,932                            |
| 2014                                          | 16. November | Kevin Harvick       | Chevrolet | $323.800              | 407              | 125,375                            |
| 2015                                          | 22. November | Kyle Busch          | Toyota    | $359.941              | 401              | 131,888                            |
| 2016                                          | 20. November | Jimmie Johnson      | Chevrolet |                       | 401              |                                    |
| 2017                                          | 19. November | Martin Truex junior | Toyota    |                       |                  |                                    |
| 2018                                          | 18. November | Joey Logano         | Ford      |                       |                  |                                    |
| 2019                                          | 17. November | Kyle Busch          | Toyota    |                       |                  |                                    |